# Asplenium petiolulatum
Asplenium petiolulatum är en svartbräkenväxtart som beskrevs av Georg Heinrich Mettenius. Asplenium petiolulatum ingår i släktet Asplenium och familjen Aspleniaceae. Inga underarter finns listade.